# Maria Magdalenakerk (Geldrop)
De Maria Magdalenakerk was een rooms-katholiek kerkgebouw te Geldrop, gelegen aan Nuenenseweg 22 in de wijk Braakhuizen-Noord.
Deze kerk, in modernistische stijl, werd in 1962 gebouwd naar ontwerp van H.J.A. Koene.
Het was een vrij grote bakstenen kerk, met een opvallende losstaande open betonnen toren. Een sculptuur die Maria Magdalena voorstelde, was aan de gevel van het gebouw bevestigd. De kerk had 308 zitplaatsen.
Door de ontkerkelijking werd deze kerk in 2002 aan de eredienst onttrokken en in 2005 werden kerk en toren gesloopt. Op de plaats hiervan kwam een appartementencomplex, Magdalenahof geheten.